# Museo de los pueblos del norte de Hakodate
El Museo de los pueblos del norte de Hakodate (箱田市北向民民博物館 Hakodate-shi Hoppō Minzoku Shiryōkan?) es un museo etnográfico en Hakodate, en la isla de Hokkaidō (Japón). Fue inaugurado en 1989 en conjunto con el museo de literatura local; tras separarse ambas colecciones, fue reabierto en su estado actual en abril de 1993. Exhibe objetos que antiguamente formaban parte del museo municipal, incluyendo materiales relacionados con el pueblo orok, así como setecientos cincuenta artículos propios de la cultura ainu, que han sido designados conjuntamente como Propiedad Cultural Folclórica Tangible Importante por el gobierno japonés.

## Historia
El centro abrió por primera vez en 1989 bajo el nombre de «Museo de los pueblos del norte de Hakodate e Ishikawa Takuboku» (箱田市北向民民民博物館・石川 タク木博物館?). Más adelante, los materiales relacionados con el poeta se trasladaron el museo de literatura de la ciudad, y el museo etnográfico actual reabrió sus puertas en abril de 1993. El edificio donde se encuentra era, hasta 1988, una sucursal del Banco de Japón en Hakodate, construido entre 1911 y 1924, inaugurado en 1926 y ampliado en 1954. El inmueble, de hormigón, contaba originalmente con dos pisos; la planta superior y el anexo en una de sus alas resultaron de la ampliación de 1954.

## Colección
El museo exhibe objetos cotidianos que empleaban diversos pueblos del noreste de Asia, incluyendo numerosas artesanías de los ainu. Alberga varios artículos que solían pertenecer al museo municipal de Hakodate, reunidos por filántropos del Kaitakushi (la comisión de colonización de Hokkaidō) entre 1879 y 1886, así como los recopilados por los antropólogos, arqueólogos y etnólogos Osamu Baba y Sakuzaemon Kodama. Alrededor del 1945, Baba reunió material de isla de Sajalín, las Kuriles y Hokkaidō, cuya colección fue declarada Propiedad Cultural Folclórica Tangible Importante. También es relevante la colección de Kodama, que lleva su nombre, quien se dedicó a recopilar diferentes artículos del pueblo ainu durante la Segunda Guerra Mundial, por temor a que se perdieran. El museo asimismo cuenta con instrumentos musicales y prendas de vestir ainu, indumentarias de las dinastía Qing o un kayak de caza de nutrias de los aleutas.